# Sahrawi
Sahrawierne er et nomadefolk, som primært lever i Vestsahara og Mauretanien. Der er anslået 603.253 sahrawier (juli 2017).